# المسابحة (مكيراس)

تعديل مصدري - تعديل

المسابحة هي إحدى قرى عزلة مكيراس بمديرية مكيراس التابعة لمحافظة البيضاء، بلغ تعداد سكانها 177 نسمة حسب تعداد اليمن لعام 2004.